# 日本とレバノンの関係
日本とレバノンの関係（にほんとレバノンのかんけい、アラビア語: العلاقات اليابانية اللبنانية、英語: Japan–Lebanon relations） では、日本とレバノンの関係について概説する。

## 両国の比較
|               | レバノン                    | 日本                           | 両国の差                 |
| ------------- | --------------------------- | ------------------------------ | ------------------------ |
| 人口          | 685万5713人（2019年）       | 1億2626万人（2019年）          | 日本はレバノンの約18.4倍 |
| 国土面積      | 1万452 km²                  | 37万7972 km²                   | 日本はレバノンの約36.2倍 |
| 人口密度      | 669 人/km²（2018年）        | 347 人/km²（2018年）           | レバノンは日本の約1.9倍  |
| 首都          | ベイルート                  | 東京都                         |                          |
| 最大都市      | ベイルート                  | 東京都区部                     |                          |
| 政体          | 大統領制 共和制             | （民主制）議院内閣制           |                          |
| 公用語        | アラビア語                  | 日本語（事実上）               |                          |
| 通貨          | レバノン・ポンド            | 日本円                         |                          |
| 国教          | なし                        | なし                           |                          |
| 人間開発指数  | 0.757                       | 0.919                          |                          |
| 民主主義指数  | 4.36                        | 7.99                           |                          |
| GDP（名目）   | 519億9163万米ドル（2019年） | 5兆819億6954万米ドル（2019年） | 日本はレバノンの約97.7倍 |
| 一人当たりGDP | 7583.7米ドル（2019年）      | 40246.9米ドル（2019年）        | 日本はレバノンの約5.3倍  |
| 経済成長率    | -6.7%（2019年）             | 0.7%（2019年）                 |                          |
| 軍事費        | 25億2124万米ドル（1999年）  | 476億902万米ドル（2019年）     | 日本はレバノンの約18.9倍 |
| 地図          |                             |                                |                          |

## 歴史

### 外交史
国交成立後、1954年に日本はベイルートに在レバノン日本国公使館を開設。1959年に大使館に昇格する。
1953年、日本で狩野川台風により被害が生じた際には、大統領からお見舞い電報が寄せられた。
1986年、レバノン内戦が激化ですると、大使館員はベイルートから避難し事実上大使館は閉鎖され、シリアのダマスカスに仮事務所が開設された。1995年2月、大使館職員がベイルートに復帰し大使館再開。
一方、レバノン側は1957年、東京に駐日レバノン公使館を開設。1959年には駐日レバノン大使館に昇格した。

### カルロス・ゴーンのレバノン亡命
「ルノー・日産・三菱アライアンス」の社長兼最高経営責任者（CEO）を務めていたカルロス・ゴーンは、2018年11月、東京地検特捜部に金融商品取引法違反の容疑で逮捕され、その後解任された。2019年1月、カルロス・ゴーンはさらに特別背任罪で追起訴された。2019年3月5日、東京地方裁判所は保釈を許可する決定をし、検察の準抗告も同日深夜に棄却され、翌6日、保釈保証金（金商法違反事件で2億円、特別背任事件で8億円）の納付後に保釈された。
日本の裁判所はゴーンを保釈する際に、「海外渡航の禁止」という条件を付していた。しかしゴーンはこれに違反し、2019年12月、プライベートジェットを用いてトルコのアタテュルク国際空港を経由し、機材を乗り換えレバノンの首都ベイルートにあるベイルート国際空港に日本時間の2019年12月31日午前6時30分過ぎに到着、亡命した。到着後ゴーンはこの亡命について、「私はレバノンにいる」という内容の声明を発表し、「もはや私は有罪が前提とされ、差別が蔓延し、基本的な人権が無視されている不正な日本の司法制度の人質ではない」「私は正義から逃げたわけではない。不公正と政治的迫害から逃れたのだ」と述べている。同日夜、東京地方裁判所は保釈を取り消す決定をすると同時に保釈金15億円も没取、これは過去最高額の没取となった。
2020年1月2日、日本政府は、国際刑事警察機構（ICPO）に対し、レバノン政府にゴーンの身柄を拘束するように要請することを求めた。レバノン国営通信社NNAは、「ICPOからの赤手配書をレバノンの検察当局が受領した」という内容の報道を行っている。日本はレバノンと犯罪人引き渡し条約を締結しておらず、同国の了解を得られなければゴーンの身柄が日本へ引き渡されることはない。
2020年1月7日、大久保武駐レバノン特命全権大使はミシェル・アウン・レバノン大統領を会談を実施して、カルロス・ゴーンが不法に出国しレバノンに到着したことは遺憾である旨を伝えている。一方、レバノン側は日本との外交関係を重視し、協力を惜しまないとして外交問題化を避けた。

## 外交関係
2001年2月、レバノン首相のラフィーク・ハリーリーが訪日を実施し、森喜朗と首脳会談を実施した。それ以降、日本とレバノンの間で首脳会談は実施されていない。
日本からは、近年では2010年に外務大臣政務官の徳永久志が日本要人として6年ぶりにレバノンを訪問し、首相のサード・ハリーリーや大統領のミシェル・スライマーンに表敬。シリア内戦勃発後の2014年には牧野たかおが外務大臣政務官としてレバノンを訪問し、レバノン要人とシリア難民についてが話し合われた。なお、レバノンは最大のシリア難民流入国であった。2015年には外務大臣政務官として、2017年1月には13年ぶりにレバノンを訪れる外務副大臣として薗浦健太郎がレバノンを訪問した。同年9月には、同じく外務副大臣である佐藤正久がシリア難民キャンプを視察した。2019年12月、外務副大臣の鈴木馨祐がレバノンを訪問し、大統領のミシェル・アウンなど各要人とレバノン安定化に向けた取り組みが話し合われた。
また日本はフランス及び国際連合の共催で開催される「レバノン国民に対する支援のための国際会議」にも出席。外務副大臣である鷲尾英一郎は、政治的混乱に見舞われるレバノンの早期政権樹立を求めるとともに、レバノン国民に連帯を示した。

## 経済交流
日本は2017年までに200億円以上の経済援助を実施。主要援助国からは外れているものの、主にシリア難民のための井戸掘削や医療設備拡充といった支援が行われている。
また、2020年8月に発生したベイルート港爆発事故は、207人が死亡、6500人以上が負傷し、30万人が家を失う惨事となり、地面が大きく削れ爆心地は地形も変わるなど、稀に見る大規模な爆発事故となった。これを受け日本政府は、総理大臣である安倍晋三及び外務大臣である茂木敏充からレバノン政府へお見舞いのメッセージが送られるとともに、レバノン政府からの要請と人道的観点を鑑みて緊急支援を実施。およそ一カ月後には、食糧・保健・衛生・建築などの支援のため、500万ドルの無償資金協力がなされた。
貿易関係は、レバノンの2020年対日貿易は輸出24億6337万円に対し、輸入108億5241万円とレバノンの輸出超過・赤字となっている。

## 文化交流
2016年11月、在外公館文化事業としてティール市において「Japan Day」を開催し、約600名の参加を得たほか、2017年3月には、シリア難民を受け入れている公立学校において空手紹介イベントを実施した。2018年10月には、国際交流基金事業としてレバノン・シンフォニック・オーケストラと和太鼓チームによる合同公演を行い、同年11月にはベイルート市及びクーラ市内の大学において国際交流基金海外巡回展「東北-風土・人・くらし」展を開催した。レバノンは古代オリエント文明が栄えた地として数多くの遺跡が存在している事から、考古学的な支援も実施され、また日本の各大学ではレバノンの遺跡をテーマにした講演会や研究会などが開催されている。

## 外交使節

### 駐日レバノン大使
- ニダル・ヤヒヤー（英語版）（2018年～、信任状捧呈は3月6日）